# Mandragora (film)
Mandragora è film del 1997 diretto da Wiktor Grodecki.

## Trama
Il sedicenne Marek lascia la sua triste vita di provincia per le bellissime ma insidiose strade di Praga, dove finirà con il prostituirsi e diventare schiavo della droga.

## Riconoscimenti
- 1998
  - Palm Springs International Film Festival, premio del pubblico a Wiktor Grodecki
  - Festróia - Tróia International Film Festival, premio della città di Setúbal a David Svec